# Sydney Wooderson
Sydney Charles Wooderson (ur. 30 sierpnia 1914 w Camberwell, zm. 21 grudnia 2006 w Wareham) – brytyjski lekkoatleta średnio- i długodystansowiec, dwukrotny mistrz Europy.
Rozpoczął karierę międzynarodową zdobywając srebrny medal w biegu na milę na igrzyskach Imperium Brytyjskiego w 1934 w Londynie (za Jackiem Lovelockiem). Wystąpił na igrzyskach olimpijskich w 1936 w Berlinie, lecz nie ukończył eliminacyjnego biegu na 1500 metrów wskutek kontuzji stawu skokowego.
28 sierpnia 1937 w Londynie ustanowił rekord świata w biegu na milę wynikiem 4:06,4, który przetrwał do 1942. 20 sierpnia 1938 w Londynie poprawił rekord świata w biegu na 800 metrów wynikiem 1:48,4 oraz w biegu na 880 jardów czasem 1:49,2.
Zdobył złoty medal na mistrzostwach Europy w 1938 w Paryżu w biegu na 1500 metrów. Podczas II wojny światowej nie służył na froncie z powodu słabego wzroku, lecz był strażakiem podczas nalotów niemieckich, a później operatorem radaru.
9 września 1945 w Göteborgu Wooderson ustanowił swój rekord życiowy w biegu na milę wynikiem 4:04,2, zajmując 2. miejsce za Arne Anderssonem ze Szwecji. W biegu tym poprawił rekordy Wielkiej Brytanii na 1 milę i na 1500 metrów (3:48,4). Później zaczął biegać na dłuższych dystansach. Na mistrzostwach Europy w 1946 w Oslo zwyciężył w biegu na 5000 metrów, a jego czas 14:08,6 był rekordem Wielkiej Brytanii i drugim wówczas wynikiem w historii.
Był mistrzem Wielkiej Brytanii (AAA) w biegu na 1 milę w latach 1935-1939, w biegu na 3 mile w 1946 i w biegu przełajowym w 1948.
Wooderson był prawnikiem i pracował jako solicitor w City of London. W 2000 został kawalerem Orderu Imperium Brytyjskiego.